# مايك كيلي (مدرب هوكي جليد)
مايك كيلي هو مدرب هوكي جليد كندي، ولد في 17 يناير 1960.

## وصلات خارجية
- مايك كيلي على موقع EliteProspects.com (الإنجليزية)
- مايك كيلي على موقع Eurohockey.com (الإنجليزية)
- مايك كيلي على موقع HockeyDB.com (الإنجليزية)